# Primeira Junta

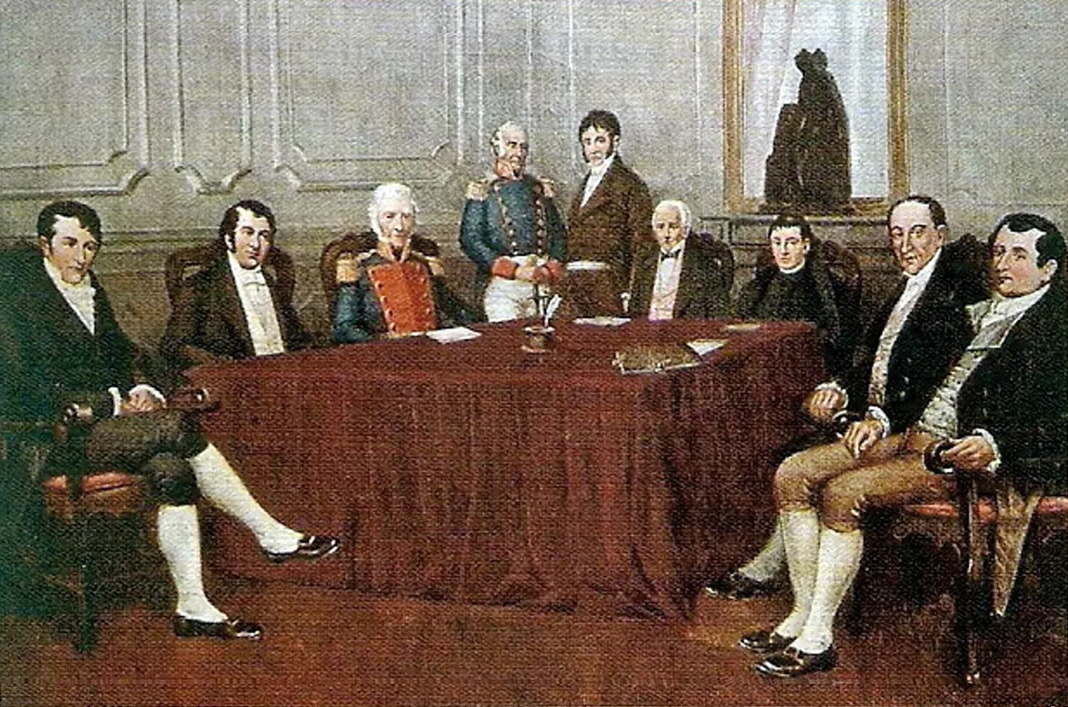
Membros da Primeira Junta por Francisco Fortuny.

Primeira Junta (em castelhano:  Primera Junta) é o nome mais comum dado ao primeiro governo independente da Argentina. Foi criado em 25 de maio de 1810, como resultado dos acontecimentos da Revolução de Maio. Inicialmente, a Junta contava com representantes de Buenos Aires. Quando foi ampliada, como esperado, com a adição dos representantes das outras cidades do Vice-Reino do Rio da Prata, tornou-se popularmente conhecida como a Junta Grande. A Junta operava em El Fuerte (o forte, onde se aloja a moderna Casa Rosada), que havia sido utilizado desde 1776 como residência oficial pelos vice-reis.

## Relações internacionais
A Primeira Junta estava preocupada com o risco do expansionismo português em direção ao Rio da Prata, diretamente ou através do projeto carlotista. A diplomacia na Espanha tentou impedir o envio de um exército punitivo, limitando os conflitos armados aos realistas no Paraguai, no Alto Peru e na Banda Oriental. A Junta declarou-se aliada natural de qualquer cidade que se revoltasse contra os realistas; Quer os que o fizeram em apoio à Revolução de Maio, quer aqueles que se revoltaram por si próprios (Chile e Paraguai logo após a derrota de Belgrano).
O Reino Unido, aliado à Espanha nas Guerras Napoleônicas, permaneceu neutro nos conflitos entre patriotas e realistas. No entanto, a política britânica em relação ao conflito era favorecer o comércio britânico, desde que não entrasse em conflito com a política de neutralidade.